# Girls und Panzer
Girls und Panzer (яп. ガールズ&パンツァー Га:рудзу андо Панца:, «Девушки и танки») — аниме и манга 2012 года. Публикация манги началась 5 июня, а трансляция аниме-сериала в Японии — 9 октября. Режиссёром аниме выступил Цутому Мидзусима, а продюсером — Киёси Сугияма. Также в создании Girls und Panzer принял участие Такааки Судзуки, ранее выступавший военно-историческим консультантом сериалов Strike Witches и Upotte!!.
В 2018 году вышла игра Girls und Panzer: Dream Tank Match для PlayStation 4.

## Название
Как на обложке манги, так и в опенинге сериала название указано и на японском языке (катаканой), и латиницей. Название на латинице состоит из английского слова Girls («девочки»), немецкого союза und («и»), а также слова panzer, которое есть в обоих этих языках. В английском оно означает «танки» или «танковые войска», а в немецком — «танк» (в единственном числе). Японское же название является транслитерацией с англо-немецкого.

## Сюжет
Сюжет аниме и манги сосредоточен на девушках, сражающихся (как вид спорта) на танках. В мире, где происходит действие франшизы, вождение танка — занятие главным образом женское, соответственно, танководство (яп. 戦車道 сэнся-до:) стало традиционным боевым искусством для женщин.
История начинается с того, что главная героиня, Нисидзуми Михо, переводится в женскую старшую школу Оараи в надежде никогда больше не иметь дел с танководством, поскольку с этим видом спорта у неё связаны неприятные воспоминания. Однако почти сразу оказывается, что у студенческого совета Оараи есть на неё большие планы — ведь они решили возродить в школе клуб сэнся-до после двадцатилетнего перерыва, да не просто возродить, а принять участие в чемпионате старших школ и обязательно его выиграть. Это не каприз председателя студсовета, хотя в начале всё выглядит именно так — в провинциальной школе наблюдается снижение числа учащихся, и министерство образования собирается её закрыть. Но есть шанс, что оно не посмеет закрывать школу-чемпиона. В результате Михо как единственная в Оараи опытная танкистка (она происходит из семьи чемпионов сэнся-до и прежде обучалась в школе, являющейся хранителем семейного стиля в этом боевом искусстве), вынуждена не просто вернуться в танководство, а фактически создать и обучить с нуля команду, достойную участия в чемпионате. Начинать приходится с подбора «матчасти». В гараже Оараи стоит единственный танк — немецкий PzKpfw IV ранней серии, требующий ремонта, а этого в любом случае мало для создания команды. Постепенно будущим танкисткам удаётся по укромным уголкам разыскать ещё несколько машин — остатки былого танкового парка расформированного двадцать лет назад клуба. Талантливый стратег и тактик, но человек мягкий и нерешительный, Михо с трудом может направлять и обучать остальных девушек, которые регулярно игнорируют её приказы или в ответственный момент начинают действовать совсем не по плану. Однако постепенно собственным примером и мягким дружеским отношением ей удаётся создать команду таких же, как она, нестандартно мыслящих талантливых танкисток, успешно продвигающихся к вершине чемпионата в борьбе с куда более опытными и лучше экипированными противниками, а также видящих в танководстве не только тяжёлый труд и утомительные тренировки, но и источник веселья и поводы для общения друг с другом.
Впрочем, как мы узнаём из полнометражного фильма 2015 года, несмотря на победу в чемпионате, школу решают закрыть (никаких письменных гарантий против не было). Стараниями Андзу Кадотани и Сихо Нисидзуми школе дают последний шанс. «Оараи» должна победить Университетскую команду. Их танки мощнее, но это полбеды. Мало того, что соотношение количества танков 30:8 (не в пользу «Оараи»), так это ещё и бой на истребление. Но Михо успела за время чемпионата подружиться с командирами команд-соперниц, и теперь они приходят Оараи на помощь. В результате долгого и тяжёлого боя команда Оараи при поддержке «Правды», «Куромориминэ», «Сандерс», «Св. Глорианы», команды академии «Тихатан», «Анцио» и финского БТ-42 команды «Яткосота» победила университетскую команду и спасла школу от закрытия.
В серии OVA 2017—2019 гг выясняется, что Момо не принял ни один университет. Ученицы решают выступить в зимних соревнованиях и вновь победить, назначив Момо командиром, чтобы её взяли в университет за выдающиеся достижения в танководстве. Найдя новый танк (Mark IV) и команду с нижних уровней, они дают первый бой команде академии «BC Freedom» (Франция), который чуть не проигрывают. Положение спас новый танк.
В официальном сэнся-до разрешено использовать только танки (аутентичные машины или точные копии), имевшие как минимум один ходовой прототип на момент окончания Второй Мировой войны. Танки и сопутствующая техника изображены в сериале очень реалистично, хотя тактико-технические данные многих из них воспроизведены не слишком точно. В целом в сериале довольно много явных и скрытых отсылок к событиям военной истории. Все школы, показанные в сериале и продолжающем его фильме, имеют культурные связи с той или иной страной — участницей ВМВ — и используют технику именно этой страны («Сандерс» — США, «Правда» — СССР, «Св. Глориана» — Соединённое королевство, «Куромориминэ» — Германия, «Тихатан» — Япония, «Яткосота» — Финляндия, «BC Freedom» — Франция.). Команда Оараи имеет как бы подчёркнуто-нейтральный статус и вооружена (в силу обстоятельств) пёстрым набором танков разного происхождения (немецкие, японские, американский, английский и французский). Университетская команда использует американские и британские танки позднего периода Второй Мировой войны и немецкую самоходную мортиру «Карл», разрешённую специально для боя с командой «Оараи».

## Персонажи

### Команда школы Оараи

#### Команда «Удильщик»
Танк — Pz.Kpfw. IV Ausf. D, позже Pz.Kpfw. IV Ausf. H. Экипаж составляют второклассницы школы Оараи — Михо и её подруги.
Михо Нисидзуми (яп. 西住 みほ Нисидзуми Михо) — протагонист сериала, потомственный танковод. Имеет короткие светло-коричневые волосы и светло-карие глаза. Есть старшая сестра (внешне очень похожа на Михо) и мать, которые являются известными талантливыми танкистками. Обычно жизнерадостная и приветливая, в бою становится серьёзной, сосредоточенной и решительной.
Сначала училась в одной школе с сестрой и серьёзно занималась танководством, но после прошлогоднего инцидента во время матча (Михо бросилась спасать экипаж упавшего в реку танка вместо того, чтобы защищать свой флагманский танк), который привёл к проигрышу «Куромориминэ» «Правде», резко меняет своё отношение к нему. Переводится в школу Оараи для того, чтобы больше никогда не иметь дела с танководством, так как там на тот момент не было танкового клуба. В начале повествования ненавидит сэнся-до, но школьный совет заставляет её принимать участие в чемпионате, и вскоре ей приходится взять на себя роль главного командира, так как она является единственной ученицей Оараи, имеющей боевой опыт. По ходу развития сюжета новые друзья помогают ей понять, что танководство может доставлять удовольствие.
Первыми подругами Михо стали Хана и Саори, вскоре, во время первой тренировки, в команду вошли ещё двое — Юкари и Мако. В танковом экипаже — командир.
Сэйю: Май Футигами
Саори Такэбэ (яп. 武部 沙織 Такэбэ Саори) — девушка с немного вьющимися светло-рыжими волосами до лопаток и светло-карими глазами. Ищет красивого парня, но безуспешно. Известна своей жизнерадостностью, общительностью и очарованием. Носит контактные линзы и очень редко — квадратные очки в красной оправе. Ответственно относится к своей должности в команде, даже специально проходила курсы радистов. Умеет быстро печатать. Придумала Михо прозвище «Мипорин». Является давней близкой подругой Мако. Пользуется популярностью у команды первогодок «Кролик». В танковом экипаже — радист.
Сэйю: Аи Каяно
Хана Исудзу (яп. 五十鈴 華 Исудзу Хана) — красивая девушка, мягкая и сдержанная, наследственный мастер икебаны. Имеет длинные чёрные волосы и чёрные глаза. Когда в школе появляется клуб сэнся-до, записывается туда, желая попробовать ещё что-то, кроме икебаны.
В первом тренировочном матче исполняла роль водителя, но потеряла сознание и была заменена Мако, после чего уступает ей эту должность и становится наводчиком, причём довольно талантливым. Из-за участия в танковом клубе ссорится со своей матерью, Юри, которая воспринимает танководство как что-то грязное и жестокое. Впоследствии мать говорит, что не желает больше видеть Хану в своём доме, но позже они мирятся на выставке цветов, куда Хана приносит свой букет в вазе в виде танка. В танковом экипаже — наводчик.
Сэйю: Мами Одзаки
Юкари Акияма (яп. 秋山 優花里 Акияма Юкари) — очень активная девушка, одержимая танками и военной техникой. Имеет короткие кудрявые каштановые волосы и тёмно-карие глаза.
Дочь парикмахера, на первом этаже её дома расположена семейная парикмахерская. Не имела друзей в детстве из-за своей одержимости танками, в то время как у остальных девочек были совсем другие увлечения. Но позже нашла друзей и место, где она может быть собой: клуб сэнся-до. В детстве носила очень короткую причёску, похожую на причёски членов якудзы, из-за нелюбви к своим кудрявым волосам (по предположению Саори, друзей у неё не было скорее из-за странной причёски, нежели из-за любви к танкам), но позже из-за строгих правил в средней школе волосы пришлось снова отрастить. Питает глубокое уважение к Михо, называет её «Нисидзуми-доно» и очень радуется, когда та её хвалит. Во время первого матча выполняла роль наводчика, но позже уступила эту роль Хане.
Питает страсть к военной разведке. Например, втайне от остальных членов команды проникает на корабль школы «Сандерс», где притворяется «своей», чтобы выведать информацию об их стратегии во время следующего матча с Оараи. Во время проникновения называет себя «Сержант Оддболл» (отсылка к фильму «Герои Келли»). Ей удаётся узнать общую стратегию и танки, которые будут использованы. Вернувшись, показывает сокомандницам самодельное видео о проникновении. Впоследствии она повторит это с Школоносцами «Анцио» (OVA «Битва с Анцио». Узнала о новом секретном танке команды «Анцио».) и «BC Свобода» («Финал. Часть 1»). Также во время матча с «Правдой» вместе с Эрвин осуществляет разведку расположений вражеских танков и местонахождения флага.
Ей посвящена серия из шести спэшлов под названием «Скромный танковый уголок Юкари Акиямы», в которых она рассказывает о характеристиках и истории разных танков. Каждый спэшл длится примерно 5 минут. В танковом экипаже — заряжающий.
Сэйю: Икуми Накагами
Мако Рэйдзэй (яп. 冷泉 麻子 Рэйдзэй Мако) — мрачная девушка очень низкого роста, которой крайне тяжело просыпаться по утрам, из-за чего она постоянно опаздывает на занятия. Тем не менее учится лучше всех в школе. Имеет длинные чёрные волосы, всегда украшенные белым ободком, и тёмно-ореховые глаза. Рост — 145 см, группа крови — AB. Страдает от малокровия, которое часто использует как отговорку при опозданиях и прогулах.
Несмотря на лень и угрюмость, весьма сообразительна и схватывает всё на лету. Например, является лучшей ученицей школы, хотя пропускает много занятий, и становится отличным водителем танка, всего лишь прочитав инструкцию по вождению. Решает записаться на сэнся-до только для того, чтобы иметь разрешение на опоздания.
Близкая подруга Саори и знакомая Мидорико Соно, с которой часто ссорится, так как называет её «Содоко» и проявляет неуважение к её должности главы дисциплинарного комитета своими постоянными опозданиями. Несмотря на вражду, после победы в чемпионате старших школ по танководству Содоко удаляет все данные о её опозданиях и прогулах, после чего, к её удивлению, Мако обнимает её и весьма эмоционально благодарит, что совершенно ей несвойственно. Её родители погибли, когда Мако училась в начальной школе, и с тех пор бабушка — её единственный близкий родственник. Очень жалеет, что поссорилась с матерью во время их последней встречи и теперь не может извиниться. Боится высоты, призраков и ворчания бабушки. Но, несмотря на это, очень любит свою бабушку, переживает, когда та попадает в больницу, радуется, когда та приходит на победный парад их школы, и хочет поскорее выпуститься, чтобы проводить с ней больше времени. В танковом экипаже — механик-водитель.
Сэйю: Юка Игути

#### Команда «Черепаха»
Танк — PzKpfw 38(t), с десятой серии — Hetzer. Экипаж — члены школьного совета, третьеклассницы. Интересен факт, что все члены команды имеют имена, происходящие от названий фруктов («Андзу» — абрикос, «Юдзу» — собственно, юдзу, «Момо» — персик).
Андзу Кадотани (яп. 角谷 杏 Кадотани Андзу) — председатель школьного совета, делает всё возможное для сохранения школы, но при этом всегда находит способы переложить работу на других. Имеет длинные рыжевато-каштановые хвостики, украшенные чёрными бантиками, и карие глаза.
Вначале кажется эгоистичной и злой, когда заставляет Михо заниматься сэнся-до, но позже выясняется, что на самом деле Андзу очень добрая, дружелюбная и жизнерадостная. Также является хорошим лидером и использует свой ум и смекалку, когда кто-то попадает в беду. Талантлива в сэнся-до, причём во всех сферах — например, заменяет Момо на посту наводчика во время боя с «Правдой» и выводит из строя несколько вражеских танков за короткое время. В танковом экипаже — командир, наводчик и радист.
Сэйю: Мисато Фукуэн
Юдзу Кояма (яп. 小山 柚子 Кояма Юдзу) — заместитель председателя. Хорошо сложенная девушка, имеет тёмно-коричневые волосы, собранные в хвост до плеч, и тёмно-карие глаза. Очень добрая и мягкая, делает большую часть работы вместо Андзу и Момо. Очень близка им, особенно Момо, называет её прозвищем, которое она терпеть не может — «Момо-тян». В танковом экипаже — механик-водитель.
Сэйю: Микако Такахаси
Момо Кавасима (яп. 河嶋 桃 Кавасима Момо) — представитель совета по связям с общественностью. В танковом экипаже — заряжающий и наводчик, худший в команде: была способна промахнуться по танку даже при выстреле в упор. Поэтому с 10-й серии является только заряжающим, должность наводчика перешла к Андзу. В фильме, впрочем, они менялись местами.
Имеет короткие чёрные волосы и чёрные глаза. Всегда носит очки со стеклом только на правом глазу и чёрную ленту на шее, крайне редко улыбается. Очень спокойная и строгая, очень редко демонстрирует свои эмоции, но во время занятий сэнся-до становится крайне агрессивной. Её тяжёлый характер обусловлен стремлением спасти школу от закрытия. Была командиром школьной команды до того, как на эту должность решили поставить более опытную Михо. В финале её делают марионеточным командиром для поступления в университет по спортивной стипендии.
Сэйю: Кана Уэда

#### Команда «Утка»
Танк — Тип 89. Экипаж — члены бывшей волейбольной секции, вступившие в команду ради её возрождения. Носят волейбольную форму во время тренировок и боя.
Норико Исобэ (яп. 磯辺 典子 Исобэ Норико) — командир танка и заряжающий. Имеет короткие тёмно-коричневые волосы и тёмно-карие глаза. Является также капитаном и создателем волейбольной секции, второклассница.
Сэйю: Мика Кикути
Таэко Кондо (яп. 近藤 妙子 Кондо: Таэко) — радист. Имеет розовато-коричневые волосы до плеч, украшенные красной лентой, и карие глаза. Первоклассница. В волейболе специализируется на бросках в прыжке.
Сэйю: Мая Ёсиока
Синобу Каваниси (яп. 河西 忍 Каваниси СИнобу) — механик-водитель. Имеет короткие коричневые волосы, собранные в низкий хвост справа, и карие глаза. Первоклассница. В волейбольной команде выполняла задачу атакующего.
Сэйю: Мари Киримура
Акэби Сасаки (яп. 佐々木 あけび Сасаки Акэби) — наводчик. Имеет длинные вьющиеся светлые волосы, собранные в низкий хвост и украшенные белым ободком, и золотисто-карие глаза. Первоклассница, но, несмотря на это, высокая и хорошо сложена.
Сэйю: Сакура Накамура

#### Команда «Бегемот»
Танк — StuG III. Все члены экипажа — второклассницы из исторического кружка, друг друга зовут по прозвищам.
Цезарь (яп. カエサル Каэсару) — заряжающий. Специализация — история Римской империи. Настоящее имя — Такако Судзуки. Имеет короткие тёмно-коричневые волосы и тёмно-карие глаза. Всегда носит длинный красный шарф. Подруга детства Карпаччо из школы «Анцио».
Сэйю: Эри Сэндай
Эрвин (яп. エルヴィン Эрувин) — командир танка и радист. Имя — отсылка к Эрвину Роммелю. Специализация — европейская история, особенно история Второй мировой. Настоящее имя — Рико Мацумото. Имеет короткие светлые волосы, которые уложены похоже на уши тропической лисицы фенек, и карие глаза. Всегда носит поверх школьной формы фуражку и китель фельдмаршала немецкого Африканского корпуса.
Сэйю: Сатоми Мория
Саэмондза (яп. 左衛門佐) — наводчик. Имя является производным от Санада Юкимура (Санада Саэмон-но-Сукэ Юкимура). Специализация — «Эпоха воюющих провинций». Настоящее имя — Киёми Сугияма. Имеет тёмно-карие глаза и длинные каштановые волосы, на которые всегда повязывает красную ленту с шестью кругами, как на эмблеме рода Санада. Всегда носит с собой лук, часто прикрывает левый глаз, как будто целится из него.
Сэйю: Хирока Иноуэ
Орё (яп. おりょう Орё:) — механик-водитель. Имя образовано от Нарасаки Рё. Специализация — период Бакумацу. Настоящее имя — Такэко Ногами. Имеет короткие непослушные чёрные волосы с коротким хвостиком сзади и чёрные глаза. Носит очки в красной оправе и коричневый плащ.
Сэйю: Аюру Охаси

#### Команда «Кролик»
Танк — M3 Lee. Экипаж — ученицы-первогодки.
Адзуса Сава (яп. 澤 梓 Сава Адзуса) — командир танка. Имеет короткие тёмно-коричневые волосы и тёмно-карие глаза. Очень заботливая, особенно по отношению к своим товарищам-первогодкам.
Сэйю: Хитоми Такэути
Аюми Ямаго (яп. 山郷 あゆみ Ямаго: Аюми) — наводчик 75-мм орудия. Имеет длинные тёмно-синие волосы и тёмно-синие глаза. Поведением похожа на мальчика.
Сэйю: Нодзоми Накадзато
Саки Маруяма (яп. 丸山 紗希 Маруяма Саки) — заряжающий 37-мм орудия. Имеет короткие серые волосы и карие глаза. Очень тихая, хороший слушатель. Очень часто изображается с одним и тем же отсутствующим выражением лица. За весь чемпионат проявила себя лишь однажды — во время финала подсказала команде, куда нужно целиться, чтобы обездвижить Elephant, и, к их удивлению, её предложение сработало. Во время битвы с Университетской командой подала идею отстрелить Колесо обозрения, чтобы дать своей команде прорваться через кольцо окружения. Идея также сработала.
Сэйю: Микако Комацу
Карина Сакагути (яп. 阪口 桂利奈 Сакагути Карина) — механик-водитель. Имеет короткие светло-коричневые волосы и тёмно-синие глаза. Очень импульсивная, что поначалу мешало ей водить танк.
Сэйю: Кономи Тада
Юки Уцуги (яп. 宇津木 優季 Уцуги Ю:ки) — радист. Имеет короткие чёрные волосы и чёрные глаза. Очень терпеливая девочка.
Сэйю: Юри Ямаока
Ая Оно (яп. 大野 あや О:но Ая) — наводчик 37-мм орудия. Имеет длинные светлые волосы, всегда связанные в два хвостика чёрными лентами, и карие глаза. Носит большие очки. Известна тем, что всегда поднимает команде настроение.
Сэйю: Акина

#### Команда «Гусь»
Танк — Renault B1 Bis. Экипаж — члены дисциплинарного комитета. Очень похожи, в том числе и внешне (различаются только длиной волос). К тому же всех их озвучивает одна сэйю — Сиори Идзава.
Мидорико Соно (Содоко) (яп. 園 みどり子(そど子) Соно Мидорико) — глава дисциплинарного комитета. В танковом экипаже — командир танка, наводчик и заряжающий второго орудия. Очень строгая и вечно ссорится с Мако из-за прозвища «Содоко» и её прогулов, но всё же после победы в чемпионате удаляет все данные о них. В «Финале» проводит команду «Удильщик» на нижние уровни в поисках нового танка. Имеет короткие чёрные волосы и чёрные глаза.
Моёко Гото (Гомоё) (яп. 後藤 モヨ子(ゴモヨ) Гото: Моёко) — механик-водитель. Имеет чёрные волосы, подстриженные в каре, и чёрные глаза.
Нодзоми Компару (Падзоми) (яп. 金春 希美(パゾ美) Компару Нодзоми) — наводчик и заряжающий основного орудия. Имеет короткие чёрные волосы и чёрные глаза.

#### Команда «Леопон»
Танк — PzKpfw VI Tiger (P). Экипаж — члены автомобильного кружка, занимаются техническим обслуживанием всей техники школы Оараи.
Накадзима (яп. ナカジマ) — командир танка и радист. Третьеклассница. Имеет короткие тёмно-коричневые волосы и тёмно-карие глаза.
Сэйю: Нозоми Ямамото
Цутия (яп. ツチヤ) — механик-водитель. Второклассница. Имеет короткие каштановые волосы и чёрные глаза.
Сэйю: Эри Китамура
Хосино (яп. ホシノ) — наводчик. Третьеклассница. Имеет тёмно-фиолетовые волосы до плеч и зелёные глаза, куртку обычно завзывает на поясе.
Сэйю: Хисако Канэмото
Судзуки (яп. スズキ) — заряжающий. Третьеклассница. Имеет короткие каштановые волосы и голубые глаза, очень загорелая.
Сэйю: Май Исихара

#### Команда «Муравьед»
Танк — Чи-Ну. Экипаж — фанаты онлайн-игры о танках, обращаются друг к другу по никнеймам.
Нэконя (яп. ねこにゃー Нэконя:) — командир танка и радист. Настоящее имя — Нэкота. Второклассница. Высокая, сутулая и очень худая. Имеет очень длинные светлые волосы, которые носит распущенными, и карие глаза. Носит странные большие очки и нэкомими. Интроверт, очень мало времени проводит вне своей комнаты.
Сэйю: Икуми Хаяма
Момога (яп. ももがー Момога:) — механик-водитель. Имеет короткие пурпурные волосы и карие глаза. Первоклассница. Выделяется своей одеждой: укороченной формой и розовыми аксессуарами — ободком, кружевным воротником, высокими сапожками на каблуках и повязкой в виде персика на правом глазу.
Сэйю: Масаё Курата
Пиётан (яп. ぴよたん) — наводчик и заряжающий. Третьеклассница с серыми волосами, всегда завязанными в хвостик, и серыми глазами. Имеет большую грудь и веснушки.
Сэйю: Сумирэ Уэсака

### Команда школы св. Глорианы
Дарджилинг (яп. ダージリン Да:дзирин) — командир команды. Очень любит чай, не расстаётся с ним даже во время боя. Приходит посмотреть на все бои с участием школы Оараи, часто цитирует научных и политических деятелей. Командир танка Churchill. Девушка со светлыми заплетёнными волосами и светло-голубыми глазами. Спокойная, собранная, даже рыцарственная. Её девиз: «Независимо от того, как быстро мы будем ехать, и от того, сколько выстрелов получим, я ни за что не пролью свой чай». Её имя произошло от чая дарджилинг. Подарила команде Оараи английский чай после их дружеского поединка, что делает только с самыми достойными соперниками.
Сэйю: Эри Китамура
Пеко Оранж (яп. オレンジペコ Орэндзи Пэко) — заместитель командира, всюду сопровождает Дарджилинг. В танковом экипаже — заряжающий. Маленькая девочка со светло-рыжими заплетёнными волосами и светло-пурпурными глазами, тихая и тактичная. Очень хорошо умеет заваривать чай, её имя взято от категории чайного листа Орандж Пеко. Очень близка к Дарджилинг (хотя и часто не понимает её), присутствует вместе с ней на всех боях Оараи.
Сэйю: Каори Исихара
Ассам (яп. アッサム Ассаму) — дополнительный персонаж, появляется один раз, при сцене вызова св. Глорианы школой Оараи. Тихая и улыбчивая девушка с длинными пышными светлыми волосами с чёрным бантом и светло-пурпурными глазами. Её имя произошло от чая ассам. В танковом экипаже — наводчик.

### Команда школы «Сандерс»
Кей (яп. ケイ Кэй) — командир команды, весёлая и общительная девушка, в чемпионате придерживается принципа «Главное — не победа, а участие». Командир американского танка M4 Sherman. Высокая девушка с волнистыми светлыми волосами до плеч и светло-голубыми глазами.
Сэйю: Аяко Кавасуми
Наоми (яп. ナオミ) — 1-й заместитель командира, лучший стрелок команды, наводчик в экипаже Sherman Firefly. Имеет короткие серо-коричневые волосы и светло-карие глаза, а также веснушки. Имеет привычку постоянно жевать жевательную резинку. В полнометражном фильме также является пилотом транспортного самолёта C-5M Super Galaxy.
Сэйю: Мария Исэ
Алиса (яп. アリサ Ариса) — 2-й заместитель, во время боя против школы Оараи командовала флагманом M4A1/76 Sherman, применяла радиоперехват, но это было вскоре раскрыто. Невысокая девушка с веснушками, коричневыми волосами, заплетёнными в два коротких хвостика с заколками-звёздами, и тёмно-карими глазами. Очень агрессивна, любит манипулировать другими.
Сэйю: Ая Хирано

### Команда школы «Анцио»
Анчови (яп. アンチョビ Антёби) — командир команды. Её прозвище произошло от рыбы анчоуса. Настоящее имя — Тиёми Андзай. Имеет длинные серые волосы, завязанные в два закрученных хвостика чёрными лентами, и красновато-карие глаза. Во время боя носит форму, похожую на форму Итальянской фашистской милиции. Носит с собой стек и надевает красную повязку на руку, как символ фашизма. Командир тяжёлого итальянского танка Carro Armato P40 и танкетки Carro CV3/33.
Видит каждую битву сэнся-до как дуэль лидеров. Холодная, самоуверенная и расчётливая. Несмотря на личную одержимость победой, перед финальным матчем подбадривает Михо, и позже присылает банку анчоусов на празднование победы её школы.
Сэйю: Майя Ёсиока.
Карпаччо (яп. カルパッチョ Карупаттё) — девушка со светлыми волосами и зелёными глазами. Настоящее имя — Хина. Носит форму Итальянской фашистской милиции. Часто улыбается и смеётся. Подруга Цезарь из команды «Бегемот» по начальной школе и зовёт её «Така-тян». Наводчик САУ Semovente da 75/18.
Сэйю: Саори Хаями.
Пеперони (яп. ペパロニ Пэпарони) — механик-водитель тяжёлого танка Carro Armato P40. Имеет чёрные волосы до плеч и светло-карие глаза. Любит танки, очень самоуверенна.

### Команда школы «Правда»
Катюша (яп. カチューシャ Катю:ся) — командир команды. Имя происходит от советской пусковой установки «Катюша», использовавшейся во время Великой Отечественной войны. Излишне самоуверенна, страдает комплексом Наполеона из-за своего маленького роста. Из-за этого также часто просит своего заместителя Нонну взять себя на плечи, чтобы компенсировать недостаток роста.
Миниатюрная девочка с короткими светлыми волосами и светло-голубыми глазами. Высокомерная, впечатлительная и часто ведёт себя по-детски, капризничает. Никогда не улыбается, имеет угрюмое выражение лица. Нонна всё время ухаживает за ней, например, укладывает её спать и кормит. Командир танка T-34-85.
Сэйю: Хисако Канэмото
Нонна (яп. ノンナ) — заместитель командира. Всегда спокойна и невозмутима, никогда не теряет самообладания и не повышает голос. Ухаживает за Катюшей, как за ребёнком. Командир танков Т-34-85 и ИС-2, наводчик. Высокая элегантная девушка с прямыми чёрными волосами до лопаток и светло-голубыми глазами. Хорошо поёт.
Сэйю: Сумирэ Уэсака
Клара (яп. クラーラ Кура:ра) — командир танка Т-34-85, перевелась в «Правду» из России. Большую часть времени говорит по-русски (обычно с Нонной, что очень злит их командира), и Катюша очень удивляется, когда оказывается, что она хорошо знает японский. Высокая голубоглазая блондинка с большой грудью. Иногда Катюша пересаживается на её плечи.
Сэйю: Евгения Давидюк

### Команда школы «Куромориминэ» («Пик Чёрного леса»)
Махо Нисидзуми (яп. 西住 まほ Нисидзуми Махо) — командир команды, старшая сестра Михо. Очень гордится принадлежностью к семье Нисидзуми как хранителям традиций сэнся-до, следует принципу «Победа превыше всего». Имеет короткие тёмно-коричневые волосы и тёмно-карие глаза. Выглядит холодной и бесчувственной, но на самом деле добра даже к врагам. Например, дала Мако и Саори школьный вертолёт, чтобы Мако быстрее добралась до больницы, в которую положили её бабушку. Третьеклассница «Куромориминэ». Невероятно любит сэнся-до, талантливый командир, которого уважают мать и товарищи по команде. Старается быть хорошей преемницей Нисидзуми в том числе и для того, чтобы её младшая сестра Михо была свободна и могла жить, как ей хочется. После финального боя поздравляет сестру с победой и хвалит за то, что та нашла свой собственный стиль сэнся-до. Командир школьной команды и командир танка Tiger I. После окончания школы уезжает в Нижнесаксонский университет в Германии.
Сэйю: Риэ Танака
Эрика Ицуми (яп. 逸見 エリカ Ицуми Эрика) — заместитель командира. Постоянно находится рядом с Махо. Её имя основано на немецком военном марше «Эрика». Имеет серые волосы до лопаток и светло-голубые глаза. Тихая, но высокомерная второклассница «Куромориминэ». Постоянно оскорбляет команду «Оараи» за недостаток опыта и мечтает победить их, но после их победы всё же сохраняет спокойствие и говорит: «В следующий раз мы не проиграем». Обычно очень злится, когда что-то происходит не так, как она задумала. Командир танка Tiger II. Также водит вертолёт Focke-Achgelis Fa 223, которым доставляет Мако к её больной бабушке.
Сэйю: Хитоми Набатамэ

### Прочие персонажи
Ами Тёно (яп. 蝶野 亜美 Тё:но Ами) — тренер школы Оараи по сэнся-до, была назначена судьёй на финальный бой против школы «Куромориминэ». Училась сэнся-до у матери Михо. Капитан Сухопутных сил самообороны Японии. Прибыла в школу, спустив свой танк на парашюте с самолёта и разбив машину директора (довольно редкий Ferrari F40), и тут же решила устроить девушкам учебный бой. Водит танк Тип 10.
Сэйю: Хэкиру Сиина
Сихо Нисидзуми (яп. 西住 しほ Нисидзуми Сихо) — мать Михо и Махо, основатель собственной школы сэнся-до, легенда спорта. Всегда выглядит серьёзной, носит костюм, имеет длинные тёмно-каштановые волосы и тёмно-карие глаза. Фактически отреклась от младшей дочери, узнав, что та отказалась от победы на турнире ради спасения попавших в беду товарищей на PzKpfw.III. Является председателем профессиональной лиги танководства при Министерстве образования.

## Список серий
| №    | Название                                                                                | Дата премьерного показа |
| ---- | --------------------------------------------------------------------------------------- | ----------------------- |
| 01   | Начинаем заниматься танководством! «Сэнся-до, хадзимэмасу!» (戦車道、始めます!)         | 9 октября 2012          |
| 02   | Я буду на борту танка! «Сэнся, норимасу!» (戦車、乗ります!)                             | 16 октября 2012         |
| 03   | Я присоединюсь к битве! «Сиай, яримасу!» (試合, やります!)                              | 23 октября 2012         |
| 04   | Как командир, я сделаю всё возможное! «Тайтё:, гамбаримасу!» (隊長、がんばります!)      | 30 октября 2012         |
| 05   | Корпус опытных Шерманов! «Кё:го: Ся:ман гундан дэсу!» (強豪・シャーマン軍団です！)      | 6 ноября 2012           |
| 05,5 | Я представлю нас! «Сё:кайсимасу!» (紹介します！)                                        | 13 ноября 2012          |
| 06   | Первый раунд достигает апогея! «Иккайсэн, хакунэцусимасу!» (一回戦、白熱してます！)     | 20 ноября 2012          |
| 07   | Следующие — «Анцио»! «Цуги ва Анцио дэсу!» (次はアンツィオです!)                        | 27 ноября 2012          |
| 08   | Против «Правды»! «Пурауда сэн десу!» (プラウダ戦です!)                                  | 4 декабря 2012          |
| 09   | В отчаянном положении! «Дзэттайдзэцумэй дэсу!» (絶体絶命です!)                          | 11 декабря 2012         |
| 10   | Одноклассница! «Курасумэйто дэсу!» (クラスメイトです！)                                 | 18 декабря 2012         |
| 10,5 | Я представлю нас! — 2 «Сё:кай симасу ни!» (紹介します 2！)                              | 25 декабря 2012         |
| 11   | Жестокая битва! «Гэкисэн дэсу!» (激戦です！)                                            | 18 марта 2013           |
| 12   | Я не сбегу из этого боя! «Ато ни ва хикэнай татакай дэсу!» (あとには退けない戦いです！) | 25 марта 2013           |

### OVA
| №  | Название                                                                                          | Дата премьерного показа |
| -- | ------------------------------------------------------------------------------------------------- | ----------------------- |
| 01 | Настоящая битва против Анцио! «Корэ га хонто: но Анцио сэн дэсу!» (これが本当のアンツィオ戦です!) |                         |

### Спешлы
| №  | Название                                                   | Дата премьерного показа |
| -- | ---------------------------------------------------------- | ----------------------- |
| 01 | Морской бой! «Уо:та: уо:!» (ウォータ一・ウォ一!)           |                         |
| 02 | Война на выживание! «Сабайбару уо:!» (サバイバル・ウォ一!) |                         |
| 03 | Школоносец! «Суку:русиппу уо:!» (スクールシップ・ウォ一!)  |                         |
| 04 | Танец Удильщика! «Анко: уо:!» (アンコウ・ウォ一!)          |                         |
| 05 | Зимняя война! «Суно: уо:!» (スノ一・ウォ一!)               |                         |
| 06 | Праздник! «Энкай уо:!» (エンカイ・ウォ一!)                 |                         |

## Интересные факты
- Оригинальная версия восьмого эпизода, показанная в Японии, длиннее версии, переданной за пределы Японии, на одну минуту с небольшим. Из эпизода была вырезана сцена с исполнением песни «Катюша» персонажами из команды школы «Правда». Официальные комментарии отсутствуют, некоторые обозреватели предполагают, что песня была вырезана по причинам отсутствия авторских прав на композицию[5]. Вырезанная же сцена вскоре стала вирусным видео в Интернете и попала в 179 выпуск русскоязычного интернет-шоу «This Is Хорошо»[6].
- Во время боя в городе (в четвёртой серии) были показаны реальные пейзажи посёлка Оараи[7][8].
- Даты рождения пяти главных героинь совпадают с известными военными операциями Второй Мировой войны:
  - Нисидзуми Михо (23 октября[9]) — Второе сражение при Эль-Аламейне.
  - Такэбэ Саори (22 июня[10]) — Нападение Германии на Советский Союз.
  - Исудзу Хана (16 декабря[11]) — Арденнская операция.
  - Акияма Юкари (6 июня[12]) — Высадка в Нормандии.
  - Рэйдзэй Мако (1 сентября[13]) — Вторжение в Польшу.
- В восьмой серии во время разговора девочек с Катюшей звучит музыка П. И. Чайковского «Щелкунчик».
- Сэйю Сумирэ Уэсака, озвучивающая Нонну, заместителя командира команды «Правда», любит Россию и СССР и изучала в университете русский язык.
- Катюша и её подчинённые иногда произносят русские слова и даже целые предложения. Так, например, можно услышать «до свиданья», «нет», «пирожки». В одной из серий Нонна поёт колыбельную на русском языке («Казачья колыбельная песня» М. Ю. Лермонтова).
- В конце 14-й минуты 10-й серии команда «Кролик» смотрит по телевизору фильм об американских танкистах 2-й мировой «Герои Келли» («Kelly’s Heroes») с Клинтом Иствудом в главной роли. Довольно точно воссозданы постер в раскрытом DVD-футляре и сцена из фильма, в которой загнанный в ловушку немецкий танк не смог повернуть башню для атаки, так как орудие было зажато между стеной и деревом (120-я минута). Эту же уловку они использовали против САУ «Фердинанд» на 9-й минуте 12-й серии, заявив, что готовили «операцию „Герои Келли“» всю ночь[14].
- По случаю запуска онлайн-игры World of Tanks на территории Японии на официальном сайте игры стали публиковаться спецвыпуски манги, в которых персонажи (в основном это команда «Удильщик») рассказывают об основных аспектах игры[15].
- В честь выхода обновления онлайн-игры World of Tanks Blitz версии 2.5 была запущена акционная боевая задача, после выполнения которой выдавался PzKpfw IV команды «Удильщик», отличавшийся уникальным озвучиванием, взятым из аниме[16]. Через несколько месяцев был проведён следующий акционный ивент, наградой в котором был Tiger I школы «Куромориминэ».
- В версии 3.9 World of Tanks Blitz запущен третий акционный ивент, выполнив который, можно было получить PzKpfw IV команды «Удильщик», Hetzer команды «Черепаха» и Tiger I школы «Куромориминэ», а собравшим все три танка выдавался уникальный памятный знак.
- В России фильм «Финал, часть первая» лицензирован Capella Film. Переводом, дублированием и сведением звука занималась Reanimedia.
- В обновлении 6.10 игры World of Tanks Blitz были добавлены ИС-2 Pravda Sp. и Sherman Firefly Saunders Sp.28 В апреле 2024 года в магазин были добавлены Hetzer, Tiger 1, а также три предыдыщих танка.
- В 2012 году японская фирма по производству сборных моделей Platz начала выпускать сборные модели танков из аниме от фирм Tamiya, Dragon, Bronco и др. под своим брендом, заменив декали (переводные картинки) реальных прототипов на декали прототипов из аниме.
- В 6 специальном эпизоде команда «Удильщик» показывает пародию на один из сезонов Super Sentai («Gosei Sentai Dairanger»).
- С 27 апреля по 6 мая 2021 года в компьютерной игре World of Tanks проходил марафон, посвящённый данному аниме.